# Chiedimi se sono felice (singolo)
Chiedimi se sono felice è un brano scritto e cantato da Samuele Bersani per la colonna sonora del film di Aldo, Giovanni e Giacomo Chiedimi se sono felice, nel quale erano inserite diverse altre canzoni di Bersani come Giudizi universali e Spaccacuore.
La canzone è stata inserita nella seconda edizione (uscita nel 2001) dell'album L'oroscopo speciale, originariamente pubblicato l'anno prima.

## Tracce
1. Chiedimi se sono felice
2. Aldo, Giovanni e Giacomo in bici (Strumentale)
3. Fuori classifica (strumentale)
4. Spaccacuore